# 岡野房勝
岡野 房勝（おかの ふさかつ、寛永18年（1641年） - 宝永元年11月25日（1704年12月21日））は、江戸時代初期から中期にかけての旗本。岡野成明の長男。別名、平兵衛。妻は加藤正之の娘。養子に岡野成方（岡野成勝の次男）。祖先は板部岡江雪斎。岡野氏直系の子孫（房恒系の直系の子孫）。

## 経歴
はじめ岡野成明と加藤正重の娘の長男として生まれる。
万治2年（1659年）7月11日、書院番に列する。
寛文元年（1661年）12月12日、蔵米300俵を賜る。同7年（1667年）8月18日、進物役を務める。同9年（1669年）10月18日ごろ、勤務を賞されて黄金2枚を賜る。
延宝5年（1677年）10月18日、御徒頭になり、300俵加えられる。同年閏12月26日、布衣の着用を許される。
天和2年（1682年）4月21日、上野、下野両国から領地500石を加えられる。同年8月16日、御先弓頭に就任し、同年11月11日より盗賊追捕を務める。12月18日、家を継ぎ、これまでの蔵米は父の養老料に充てられるが、新恩の地500石は当人の拝領となる。
貞享元年（1684年）12月26日、盗賊追捕の任を辞する。
元禄15年（1702年）1月28日、御持弓頭に移る。
宝永元年（1704年）11月25日没する。享年64。法名は眞人。
房勝は積極的に行動したため少しずつだが領土などを増やしていったと考えられている。